# 秋田県道253号角館長野線
秋田県道253号角館長野線（あきたけんどう253ごう かくのだてながのせん）は、秋田県仙北市から大仙市に至る一般県道である。

## 概要
仙北市角館町西長野の国道46号から分岐し、南方向へ伸び、秋田県道10号本荘西仙北角館線と合流する。660メートル先の仙北市角館町下延で分岐し、玉川を渡ってJR東日本 田沢湖線まで進んだあと、線路沿いを南西方向に進む。羽後長野駅前を通過後、終点の秋田県道256号土川中仙線交点に至る。

### 路線データ
- 総延長 : 9.703 km[2]
- 実延長 : 9.043 km[2]
- 起点 : 秋田県仙北市角館町西長野字中田68番7（国道46号交点）[3]北緯39度36分12.01秒 東経140度31分7.06秒
- 終点 : 秋田県大仙市長野字二日町33番（秋田県道256号土川中仙線交点）[3]北緯39度32分23.02秒 東経140度31分51.16秒
- 未供用区間 : なし[2]

## 歴史
- 1972年（昭和47年）9月7日 - 秋田県道に認定される[3]。

## 路線状況

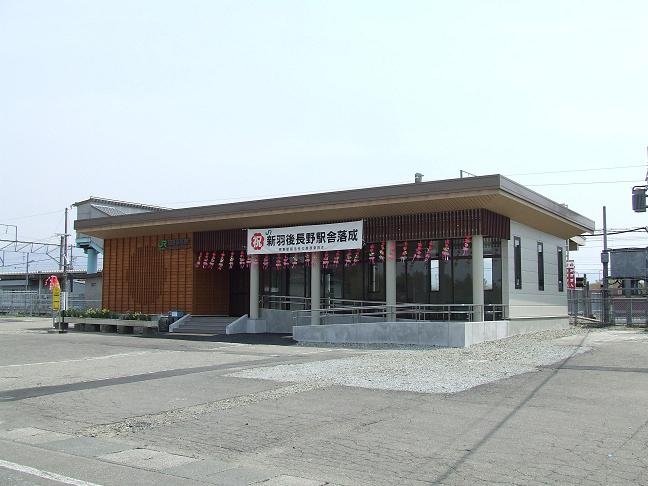
羽後長野駅

### 重複区間
- 秋田県道10号本荘西仙北角館線（仙北市角館町八割・交点 - 仙北市角館町下延・交点）、660m[2]

### 冬期閉鎖区間
- なし[4]

### 交通不能区間
- なし[5]

### 道路施設
- 道の駅なかせん（終点から県道256号経由国道105号沿い）

## 地理

### 通過する自治体
- 仙北市 - 大仙市

### 交差する道路
| 施設名 | 接続路線名                                                            | 備考                      | 所在地                                                                   |
| ------ | --------------------------------------------------------------------- | ------------------------- | ------------------------------------------------------------------------ |
|        | 国道46号                                                              | 起点                      | 仙北市角館町西長野字中田                                                 |
|        | 秋田県道10号本荘西仙北角館線                                          | 重複区間 660 m            | 仙北市角館町八割 仙北市角館町下延北緯39度34分11.6秒 東経140度31分12.86秒 |
|        | 秋田県道259号長信田羽後長野停車場線 （=秋田県道306号豊岡長野線 重複） | 県道259号・ 県道306号終点 | 大仙市長野字漆原北緯39度32分51.65秒 東経140度32分32.62秒                 |
|        | 秋田県道256号土川中仙線                                               | 終点                      | 大仙市長野字二日町                                                       |

### 沿線の施設など
- JR東日本 田沢湖線 羽後長野駅